# جغرافیای سنت لوسیا

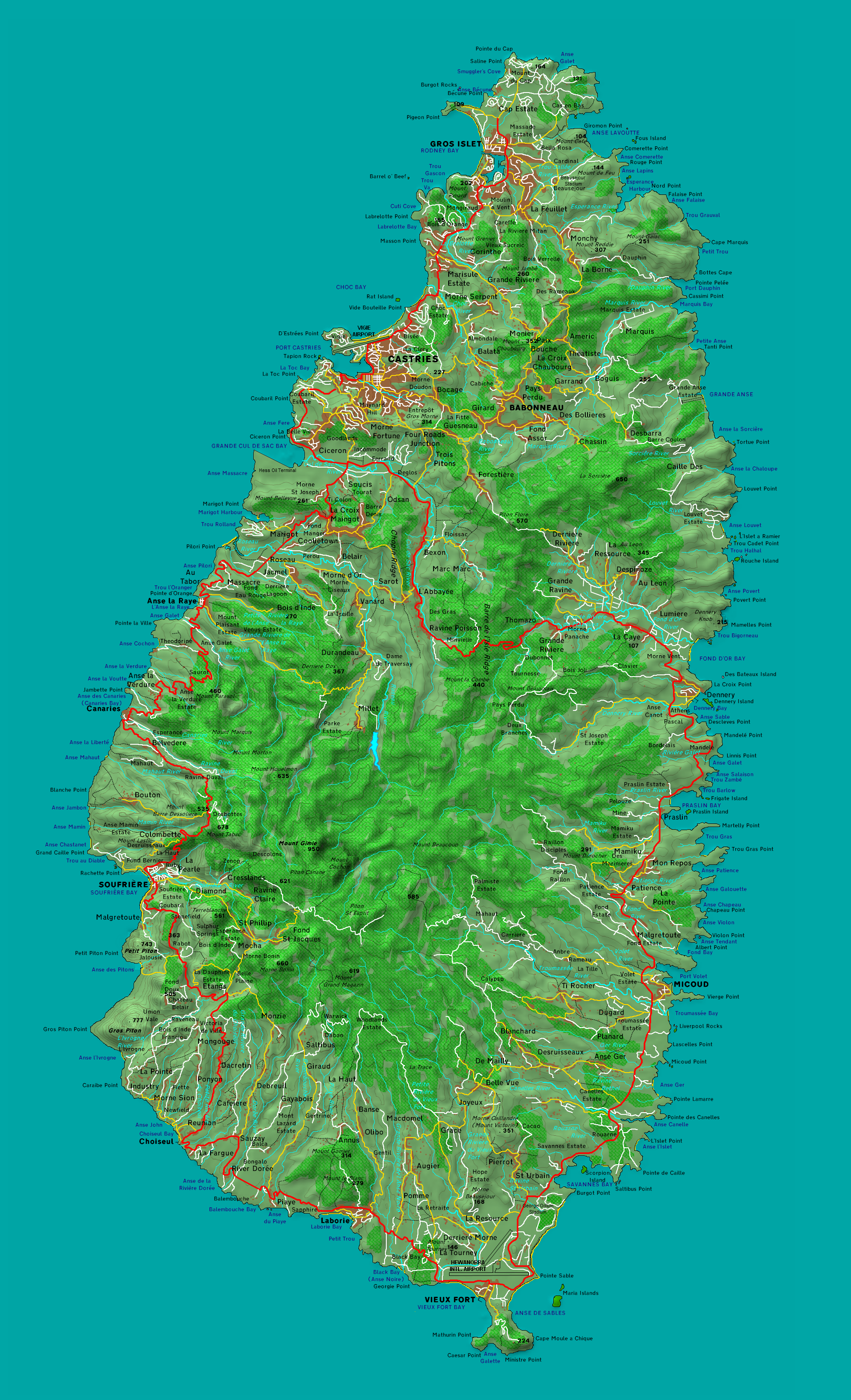
نقشه سنت لوسیا

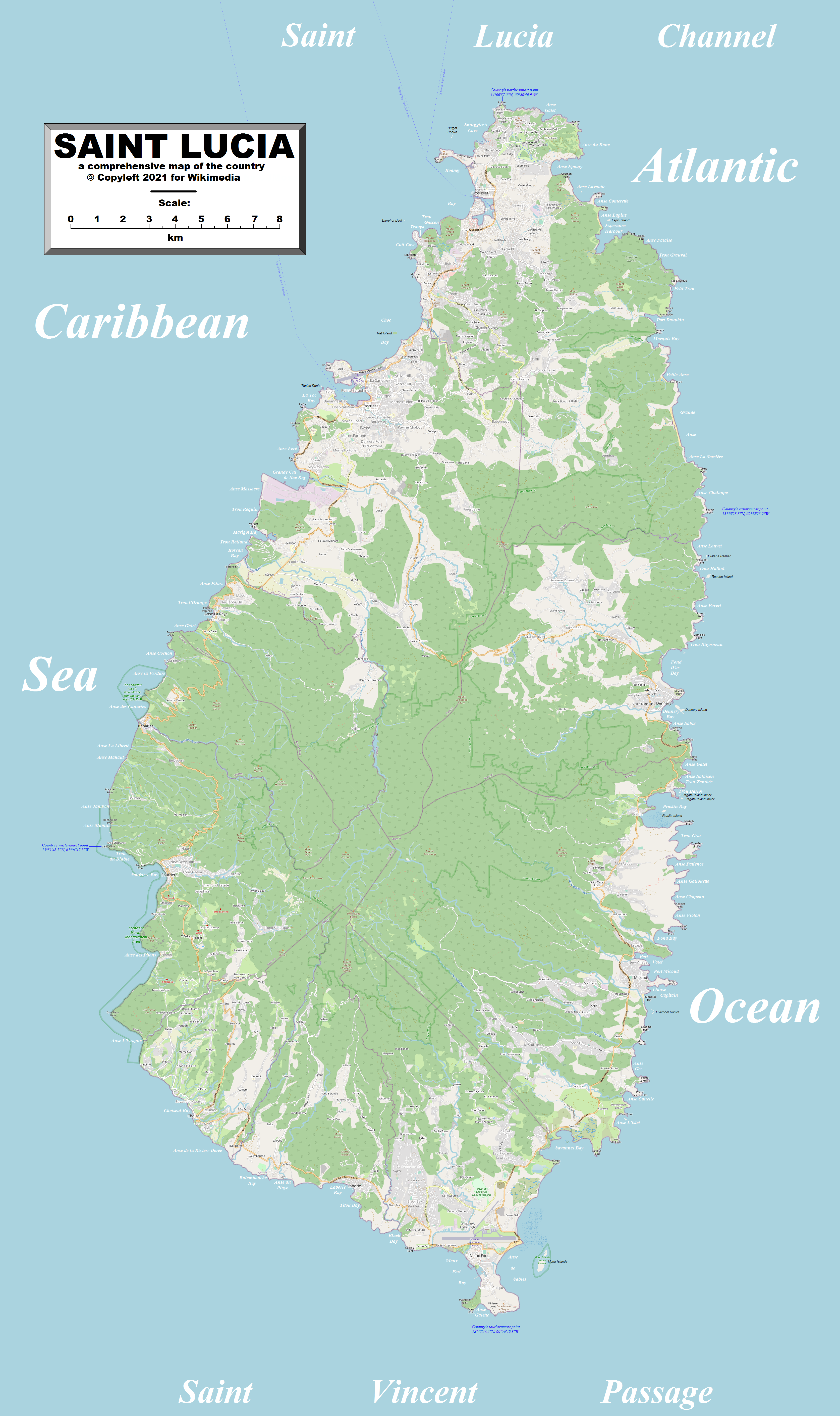
نقشه بزرگ و دقیق سنت لوسیا

سنت لوسیا یکی از بسیاری از توده‌های خشکی کوچک است که گروه جزیره‌ای معروف به جزایر بادگیر را تشکیل می‌دهد. بر خلاف نواحی بزرگ سنگ آهکی مانند فلوریدا، کوبا، و شبه‌جزیره یوکاتان، یا باهاما (که یک گروه جزیره کوچک متشکل از مرجان و ماسه است)، سنت لوسیا از نوع معمولی جزیره‌های بادگیر متشکل از سنگ‌های آتشفشانی است که مدت‌ها پس شکل‌گیری منطقه به وجود آمد.
ویژگی‌های فیزیکی سنت لوسیا قابل توجه است. این جزیره با مساحت ۶۱۶ کیلومتر مربع (۲۳۸ مایل مربع) دارای قله‌های مرتفع و جنگل‌های بارانی در داخله خود است. قله‌های دوقلوی گروس پیتون و پتی پیتون در ساحل جنوب غربی، سواحل شنی نرم و بنادر طبیعی باشکوه آن معروف است. کوه گیمی، بلندترین قله، در رشته‌کوه مرکزی واقع شده و تا ۹۵۸ متر (۳٬۱۴۳ فوت) بالاتر از سطح دریا ارتفاع می‌گیرد. شیب تند همچنین رودخانه‌های زیادی را از مرکز سنت لوسیا به دریای کارائیب سرازیر می‌کند. زمین‌های حاصلخیز مناسب برای پرورش موز در سراسر جزیره پراکنده‌است.
سنت لوسیا دارای آب و هوای استوایی و مرطوب است که توسط بادهای تجاری شمال شرقی تعدیل می‌شود و شرایط دلپذیری را در طول سال فراهم می‌کند. میانگین دمای سالانه از ۲۶ درجه سلسیوس (۷۸٫۸ درجه فارنهایت) درجه تا ۳۲ درجه سلسیوس (۸۹٫۶ درجه فارنهایت) در سطح دریا متغیر است و به‌طور میانگین در قله‌های کوه‌ها به ۱۳ درجه سلسیوس (۵۵٫۴ درجه فارنهایت) کاهش می‌یابد. بارندگی سالانه فراوان است و به حدود ۲٬۰۰۰ میلیمتر (۷۸٫۷ اینچ) می‌رسد. بیشترین بارندگی در فصل مرطوب ژوئن تا دسامبر رخ می‌دهد. طوفان‌ها شدیدترین ناآرامی آب و هوایی در این منطقه هستند و خسارات زیادی به بار می‌آورند. اگرچه سنت لوسیا از نظر تاریخی از تخریب جدی طوفان در امان بوده‌است، طوفان آلن بخش کشاورزی را نابود کرد و در سال ۱۹۸۰ جان ۹ نفر را گرفت. اخیراً، در سال ۲۰۱۰، طوفان توماس جان هفت نفر را گرفت و همچنین خسارت زیادی به کشاورزی، به ویژه به محصول رو به رشد کاکائو در جزیره وارد کرد.
سنت لوسیا در منطقه کارائیب واقع شده و جزیره‌ای است بین دریای کارائیب و اقیانوس اطلس شمالی. محل آن در شمال سنت وینسنت و شمال غرب باربادوس است. پایتخت سنت لوسیا کاستریس است که حدود یک سوم جمعیت کشور را در خود جای داده‌است. شهرهای بزرگ دیگر این کشور گراس ایزلت، سوفریر و ویو فورت هستند.
سنت لوسیا در منطقه گرمسیری است، اگرچه آب و هوای آن توسط بادهای بسامان شمال شرقی تعدیل می‌شود. از آنجایی که نسبتاً به خط استوا نزدیک است و دمای سطح دریای اطراف فقط ۳ درجه سانتیگراد (۲۵ تا ۲۸ درجه سانتی‌گراد) در نوسان است، دمای هوای ساحلی بین زمستان و تابستان تغییر چندانی ندارد. فصل خشک از دسامبر تا ژوئن و فصل بارانی از ژوئن تا نوامبر است. میانگین دمای روز در حدود ۳۰ درجه سلسیوس (۸۶٫۰ درجه فارنهایت) درجه است و میانگین دمای شبانه در حدود ۲۴ درجه سلسیوس (۷۵٫۲ درجه فارنهایت) است. میانگین بارندگی سالانه از ۱٬۳۰۰ میلیمتر (۵۱٫۲ اینچ) متغیر است در ساحل به ۳٬۸۱۰ میلیمتر (۱۵۰ اینچ) در جنگل‌های بارانی کوهستانی.
سنت لوسیا زمین‌های آتشفشانی و کوهستانی با چند دره وسیع و حاصلخیز دارد.
سنت لوسیا دارای جنگل‌ها، سواحل شنی، مواد معدنی (پومیس)، چشمه‌های معدنی و پتانسیل زمین گرمایی است.
حدود ۱۸ درصد از زمین آن برای فعالیت‌های کشاورزی استفاده می‌شود. بیشتر کشتزارها کمتر از ۵ هکتار زمین هستند. محصولات کشاورزی اصلی که در سنت لوسیا رشد می‌کنند عبارتند از: موز، نارگیل، دانه‌های کاکائو، انبه، آووکادو، سبزیجات، مرکبات، و محصولات ریشه‌ای مانند یم و سیب‌زمینی شیرین. بیشتر این محصولات برای مصرف محلی کشت می‌شوند، اما موز و نارگیل عمدتاً برای صادرات و با مقداری سبزیجات کشت می‌شوند. موز حدود ۱۴۸۲۶ هکتار از زمین‌های کشاورزی را اشغال می‌کند در حالی که نارگیل ۱۲۴۰۰ هکتار را اشغال می‌کند.
| نوع             | درصد | حوزه                                       |
| --------------- | ---- | ------------------------------------------ |
| کل زمین کشاورزی | ۱۷٫۴ | ۱۰۷٫۲ کیلومتر مربع (۴۱٫۴ مایل مربع)        |
| - زمین زراعی    | ۴٫۹  | ۳۰٫۲ کیلومتر مربع (۱۱٫۷ مایل مربع)         |
| - محصولات دائمی | ۱۱٫۵ | ۷۰٫۸ کیلومتر مربع (۲۷٫۳ مایل مربع)         |
| - مرتع دائمی    | ۱٫۰  | ۶٫۲ کیلومتر مربع (۲٫۴ مایل مربع)           |
| - زمین آبی      | ۲    | ۳۰ کیلومتر مربع (۱۲ مایل مربع) (2012 est.) |
| جنگل‌ها و جنگل‌ها | ۷۷٫۰ | ۴۷۴٫۳ کیلومتر مربع (۱۸۳٫۱ مایل مربع)       |
| دیگر            | ۵٫۶  | ۳۴٫۵ کیلومتر مربع (۱۳٫۳ مایل مربع)         |

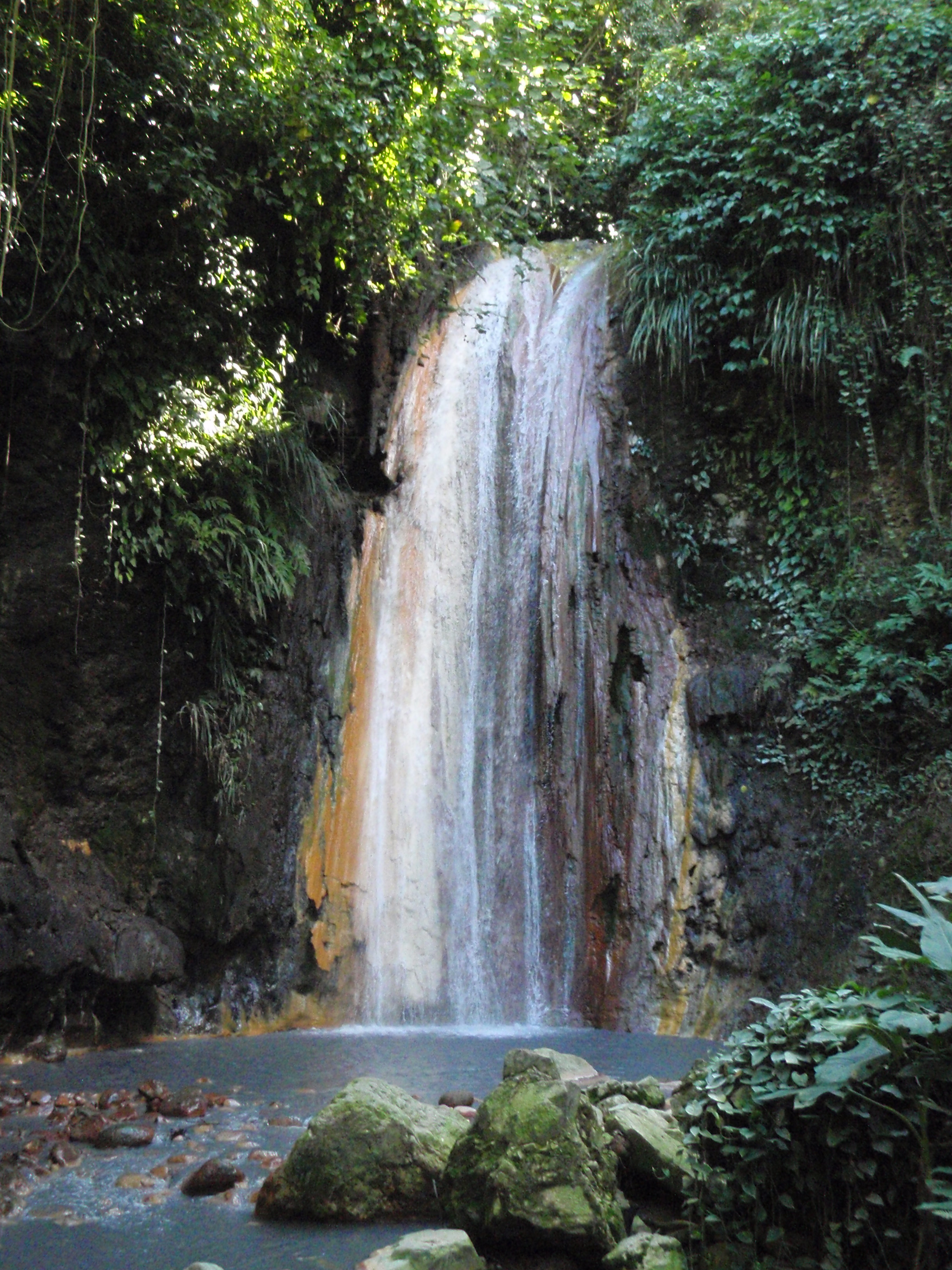
آبشار الماس در باغ گیاه‌شناسی الماس

مسائل فعلی شامل جنگل‌زدایی و فرسایش خاک، به ویژه در منطقه شمالی است.